# Pierre de La Rue
Pierre de La Rue (Tournai, 1452 – Courtrai, 20 novembre 1518) è stato un compositore fiammingo-francese, uno dei più importanti compositori della scuola franco fiamminga.

## Vita

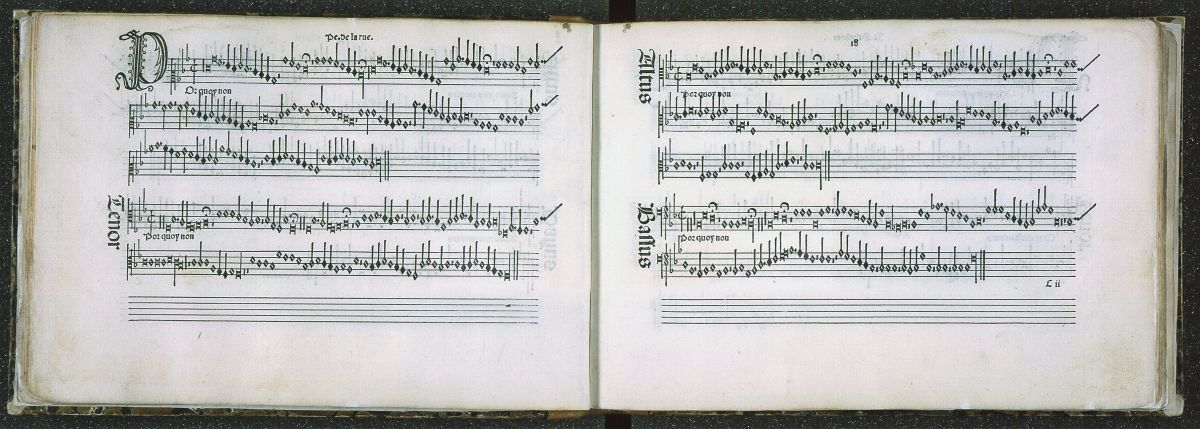
"Por quoy non" di Pierre de la Rue

Nacque probabilmente a Tournai, nel Belgio odierno, dove ricevette l'istruzione musicale nella locale Cattedrale. Nel 1489 era retribuito dalla Confraternita di Nostra Signora a 's-Hertogenbosch. Nel 1492 divenne membro effettivo della Confraternita, ma soprattutto entrò nella Grande chapelle al servizio della Corte borgognona degli Asburgo, dove rimase per il resto della sua vita, con una parentesi di due anni in Spagna, al servizio di Giovanna di Castiglia dal 1506. Alla Chapelle, al seguito della quale fece vari viaggi in Europa, ebbe occasione di incontrare Josquin Desprez e Isaac. Si ritirò due anni prima della morte.  
La Grande chapelle, che era passata agli Asburgo con la fine del Ducato di Borgogna, aveva una storia importante. Era stato il centro di attività dei compositori della scuola di Borgogna e vi avevano lavorato musicisti del calibro di Guillaume Dufay e Antoine Busnois; non mancavano manoscritti della musica di Johannes Ockeghem ed erano ancora probabilmente eseguiti i lavori dei compositori legati al Ducato di Borgogna, come Hayne van Ghizeghem e Robert Morton. Qualità e organizzazione erano paragonabili a quella della Cappella papale romana; all'inizio del XVI secolo lavorarono alla Chapelle anche compositori come Marbrianus de Orto e Alexander Agricola. 

## Opere

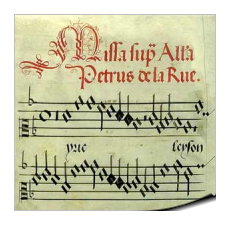

Scrisse messe, mottetti, Magnificat, versioni delle Lamentazioni e, in campo non sacro, chansons.  Dal punto di vista stilistico, i suoi lavori sono molto vicini a quelli di Josquin Desprez e questo ha fatto sì che alcuni lavori dell'uno siano stati talvolta attribuiti all'altro. Ma vi sono delle peculiarità nel suo stile: ha una certa preferenza per le tessiture vocali orientate verso il basso; fa uso del cromatismo in misura maggiore di molti contemporanei; è stato uno dei primi a espandere il numero delle voci da quattro a cinque e sei; la Missa Ave sanctissima Maria è forse la prima scritta interamente a sei voci; è pure interamente in canone e per questo aspetto ricorda certi lavori di Johannes Ockeghem; predilige in modo particolare la scrittura in canone; scrisse due messe basate sulla melodia L'homme armé, come Josquin Desprez, Cristóbal de Morales e Palestrina (molti altri compositori rinascimentali ne scrissero una), la seconda delle quali comincia e finisce con canoni mensurali: le voci intonano le stesse note ma con un metro diverso. Si tratta di un virtuosismo compositivo impiegato anche da Josquin Desprez e, in precedenza, da Johannes Ockeghem, ma l'Agnus Dei conclusivo di questa messa è l'unico canone mensurale a quattro voci del periodo che conosciamo.
La Rue scrisse sei lavori completamente canonici, dall'inizio alla fine, due messe, tre mottetti e una chanson. Altre tre messe, due mottetti e tre chansons sono canoniche ma non completamente, con alcune sezioni libere. Vari altri lavori poi contengono sezioni canoniche. Nell'utilizzo della scrittura in canone potrebbe essere stato influenzato da Matthaeus Pipelare, autore di una delle prime messe canoniche, che quasi certamente conosceva dato che era nel repertorio della Grande chapelle.
Pierre de La Rue è stato anche uno dei primi ad usare la tecnica della parodia nella messa (la messa, cioè, è costruita non su una melodia, ma su alcuni passi scelti da più voci di una preesistente composizione polifonica). In altre messe utilizza la tecnica tradizionale del cantus firmus, raramente però in modo stretto. Spesso preferisce la tecnica della parafrasi, nella quale la melodia di base è arricchita e passa da una voce all'altra. È autore di una delle prime messe da Requiem che ci sono pervenute, uno dei suoi lavori più noti. La struttura è la seguente: Introitus, Kyrie, Tractus, Offertorium, Sanctus, Agnus Dei, Communio. Come nel precedente Requiem di Johannes Ockeghem manca il Dies irae, secondo una prassi liturgica francese. Qui vi è un'enfasi particolare sulle voci inferiori, anche più che in altre sue composizioni. I mottetti di Pierre de La Rue sono prevalentemente a quattro voci, con ampio uso della tecnica dell'imitazione, ma non di solito all'inizio come nei mottetti di Josquin. Nelle sue chansons troviamo stili diversi: alcune ricordano, ad esempio, Hayne van Ghizeghem o Gilles Binchois, altre usano lo stile imitativo dell'epoca.